# Coors Classic
La Coors Classic és una antiga cursa ciclista per etapes estatunidenca que es disputà entre 1975 i 1988. Entre 1975 i 1979 s'anomenà Red Zinger Bicycle Classic, però el 1980 canvià el nom pel de Coors Classic. John Howard, Dale Stetina i Greg Lemond són els únics ciclistes que han guanyat la cursa en dues vegades.
També es disputava una cursa femenina, on Jeannie Longo va ser la que aconseguí més victòries, amb un total de quatre.

## Palmarès masculí
| Any  | Primer                  | Segon                 | Tercer                  |
| ---- | ----------------------- | --------------------- | ----------------------- |
| 1975 | John Howard             |                       |                         |
| 1976 | John Howard             |                       |                         |
| 1977 | Wayne Stetina           | Dale Stetina          | Francisco Javier Huerta |
| 1978 | George Mount            | Bob Cook              | Wayne Stetina           |
| 1979 | Dale Stetina            | Jonathan Boyer        | Wayne Stetina           |
| 1980 | Jonathan Boyer          | Antonio Londoño       | José Patrocinio Jiménez |
| 1981 | Greg Lemond             | Iuri Kaixirin         | Iuri Bàrinov            |
| 1982 | José Patrocinio Jiménez | Martín Alonso Ramírez | Víktor Demidenko        |
| 1983 | Dale Stetina            | Doug Shapiro          | Luis Herrera            |
| 1984 | Doug Shapiro            | Andrew Hampsten       | Jeff Pierce             |
| 1985 | Greg Lemond             | Andrew Hampsten       | Doug Shapiro            |
| 1986 | Bernard Hinault         | Greg Lemond           | Phil Anderson           |
| 1987 | Raul Alcala             | Jeff Pierce           | Andrew Hampsten         |
| 1988 | Davis Phinney           | Andrew Hampsten       | Alex Stieda             |

## Palmarès femení
| Any  | Primera                | Segona                 | Tercera                |
| ---- | ---------------------- | ---------------------- | ---------------------- |
| 1975 | Hannah North           |                        |                        |
| 1976 | Connie Carpenter       |                        |                        |
| 1977 | Connie Carpenter       |                        |                        |
| 1978 | Keetie Van Oosten-Hage |                        |                        |
| 1979 | Keetie Van Oosten-Hage |                        |                        |
| 1980 | Beth Heiden            |                        |                        |
| 1981 | Jeannie Longo          |                        |                        |
| 1982 | Connie Carpenter       |                        |                        |
| 1983 | Rebecca Twigg          | Maria Canins           | Cynthia Olavarri       |
| 1984 | Maria Canins           | Jeannie Longo          | Nina Sobye             |
| 1985 | Jeannie Longo          | Inga Thompson-Benedict | Madonna Harris         |
| 1986 | Jeannie Longo          | Susan Ehlers-Sutton    | Inga Thompson-Benedict |
| 1987 | Jeannie Longo          | Inga Thompson-Benedict | Madonna Harris         |
| 1988 | Inga Thompson-Benedict | Madonna Harris         | Danute Bankaitis-Davis |